# Romualdo Brughetti
Romualdo Brughetti (La Plata, Buenos Aires, 7 de febrero de 1912 - Buenos Aires, 4 de marzo de 2003) fue un crítico e historiador del arte, ensayista, poeta y profesor argentino.
Estudió Derecho en la Facultad de Ciencias Jurídicas y Sociales y Humanidades en la Facultad de Humanidades y Ciencias de la Educación de la Universidad Nacional de La Plata.
Hijo del pintor platense Faustino Brughetti, estudió en la Academia de Bellas Artes de La Plata, que lleva el nombre de su padre. En Montevideo frecuentó el taller del pintor constructivista Joaquín Torres García.
Como crítico e historiador de arte en 1933 publicó en el diario El Argentino de La Plata su primer artículo. Dos años después comenzó a trabajar en el diario Uruguay de Montevideo y desde 1939 en el diario La Nación de Argentina. Además colaboró en otras publicaciones nacionales e internacionales, entre ellas, en el periódico quincenal Correo Literario de Buenos Aires, en Cuadernos Americanos de México, y en las revistas Sur, Criterio, Gaceta Literaria, Cabalgata, Saber Vivir, El Hogar y Ficción.
Como docente fue profesor de Historia del Arte en la Universidad Nacional de La Plata (UNLP); también allí dirigió el Seminario de Arte Americano y Argentino entre 1955 y 1966. Fue profesor invitado en la Universidad Autónoma de México.
En 1960 fue invitado por el Consejo Americano de Educación de Estados Unidos; en 1964 fue a Inglaterra, invitado por el Consejo Británico de Relaciones Culturales de Gran Bretaña, y a Holanda, invitado por el Ministerio de Educación y Artes de los Países Bajos; en 1968 recibió la invitación del Ministerio de Relaciones Exteriores de Italia para viajar a ese país. Además estuvo en otros países en viaje de estudios o para ofrecer disertaciones en entidades, como Bélgica, Bolivia, Brasil, España, Francia, Grecia, Perú y Uruguay.
Fue secretario de la Sociedad Argentina de Escritores (SADE) en el período en el que Jorge Luis Borges fue su presidente, director general de Relaciones Culturales de la Cancillería Argentina y presidente de la Asociación Argentina de Críticos de Arte en el período 1960-1968. Actuó como jurado en las ediciones de 1982 y 1992 (Artes Visuales) de los Premios Konex.

## Membresías
- Académico de Número de la Academia Nacional de Bellas Artes (desde 1985).
- Miembro del comité de la «Association Internationale des Critiques d´Art» (Asociación Internacional de Críticos de Arte) en París.
- Miembro de la Società Europea di Cultura (Sociedad Europea de Cultura) en Venecia.
- Miembro de la «Associazione per la libertà della cultura» (Asociación por la libertad de la Cultura) en Roma.[1][2][3][5]

## Libros
Tuvo una intensa actividad como ensayista y poeta. Su obra literaria superó el medio centenar de libros, recibiendo críticas favorables de otros colegas como Alfonso Reyes, Enrique Banchs, Carlos Mastronardi, Raúl Gustavo Aguirre y Gabriela Mistral. El pedagogo y periodista Adelmo Montenegro escribió sobre su obra en La poesía de Romualdo Brughetti. Su obra poética está compilada en el libro Hombre mundo hombre.
Algunas de sus obras:
- 2000. Poemas combatientes. Buenos Aires: Corregidor. pp. 157.
- 1994. Forjadores de luz.
- 1991. Nueva historia de la pintura y de la escultura en la Argentina.
- 1985. Repensar el Arte.
- 1982. Tierra madre. Tiempo de iniquidades. Buenos Aires: Albino y asociados. pp. 119.
- 1976. Enigmas y claridades. Buenos Aires: Editorial Losada. pp. 78.
- 1968. Esa piedra cruel. Buenos Aires: Editorial Losada. pp. 77. Poemas.
- 1967. Pintura italiana del siglo XX. Buenos Aires: Asociación Dante Alighieri. pp. 169.
- 1966. Argentina en el arte. Los románticos. (Revista). Buenos Aires: Viscontea Editora. pp. 16.
- 1966. Argentina en el arte. Los comienzos de la pintura. (Revista). Buenos Aires: Viscontea Editora. pp. 16.
- 1966. Corona de cielo para tanta lágrima. Buenos Aires: Losada. pp. 64.
- 1965. Hay cosas que duelen. Buenos Aires: Losada. pp. 66.
- 1965. Historia del arte en la Argentina. México: Editorial Pormaca. pp. 223.
- 1963. El arte precolombino. Buenos Aires: Columba. pp. 58.
- 1962. Las nubes y el hombre. Buenos Aires: Emecé Editores. pp. 79. Poemas.
- 1962. Alfredo Bigatti. Serie Argentinos en las Artes. Buenos Aires: Ediciones Culturales Argentinas. pp. 70.
- 1958. Geografía plástica argentina. Buenos Aires: Editorial Nova. pp. 126.
- 1958. Viaje a la Europa del arte. Buenos Aires: Editorial Poseidón. pp. 128.
- 1958. Soldi. Ediciones Artistas Argentinos Modernos
- 1956. Prometeo. El espíritu que no cesa. Ensayo. Buenos Aires: Editorial La Mandrágora. pp. 159.
- 1954. Vida de Almafuerte, el combatiente perpetuo. Buenos Aires: Editorial Peuser. pp. 255.
- 1948. Aquiles Badi. Editorial Losada. pp. 31.
- 1945. Gómez Cornet. Buenos Aires: Editorial Poseidón.
- 1943. Descontento creador. Afirmación de una conciencia argentina. Ensayo. Buenos Aires: Losada. pp. 139.
- 1942. De la joven pintura rioplatense. Buenos Aires: Ediciones Plástica.
- 1937. 18 poetas del Uruguay.

## Premios
- 2000. Premio de la Asociación Argentina de Críticos de Arte por su trayectoria.
- 1984. Premio Konex de Platino en el rubro Ensayo de Arte.[1]
- 1976. Comendador de la Orden al Mérito de la República Italiana.
- 1970. Premio de Honor de la Sociedad Dante Alighieri por su aporte al acercamiento cultural entre Argentina e Italia.
- 1967. Premio trienal de la Crítica de Arte otorgado por el Fondo Nacional de las Artes por el libro Pintura italiana del siglo XX.
- 1965. Faja de Honor de la SADE
- Pluma de Plata del Pen Club.
- Premio nacional del Ministerio de Educación por Nueva Historia de la Pintura y la Escultura en Argentina (1991).